# Ивановка (Петровский сельсовет)
Ивановка — село в Петровском районе Тамбовской области России. Входит в Петровский сельсовет.

## География
Село расположено в 21 км по автодорогам к западу от райцентра, села Петровское, неподалёку от границы с Липецкой областью.

## История
Деревня Малый Самовец, Ивановка тож впервые упоминается в документах I ревизии 1719 года; в 1767 году построена деревянная Архангельская церковь.
В 1862 году в казённом и владельческом селе Малый Самовец (Ивановка) 2-го стана Липецкого уезда Тамбовской губернии было 102 двора, 494 мужчины и 492 женщины, православная церковь.
По данным начала 1883 года в селе Бутырской волости Липецкого уезда проживало 974 бывших государственных крестьянина в 128 домохозяйствах, а также 409 собственников из помещичьих крестьян в 56 домохозяйствах, всего 1383 человека (667 мужчин и 716 женщин). Участок в 4060,8 десятин удобной надельной земли и 91,2 — неудобной был общим владением с селом Новоситовка, также селу Ивановка принадлежало 310,8 десятин удобной надельной земли и 0,8 — неудобной. В селе была 381 лошадь, 331 голова КРС, 1552 овцы и 124 свиньи. Имелось 11 промышленных заведений и 1 трактир или питейный дом. Было 18 грамотных и 2 учащихся.
По сведениям 1888 года к селу также относилось имение дворян К. Р. и А. С. Корякиных с экономической запашкой, занимавшее 105 десятин земли (большей частью пахотной) на двух участках, а также два крупных имения (дворян В. М. Рослякова и А. А. Петровой и крестьянина М. Н. Трушинского), сдаваемых в аренду. Они занимали 192,07 десятин земли, большей частью пахотной.
По переписи 1897 года — 1602 жителя (785 мужчин, 817 женщин), все православные.
В 1901 году вместо сгоревшей деревянной церкви построена временная каменная, началось строительство главного каменного храма в честь Архангела Михаила.
В 1911 году в селе было 186 дворов великороссов-земледельцев, проживал 1471 человек (746 мужчин и 725 женщин), из них один двор баптистов (6 душ). Имелась церковно-приходская школа. В штате церкви состояли священник и псаломщик, ей принадлежало 36 десятин полевой земли и 1 десятина усадебной земли.
В 1921 году церковный приход был закрыт, в здании временной церкви разместилась начальная школа.
В 1926 году в селе Бутырской волости Липецкого уезда — 357 дворов русских, 1859 жителей (884 мужчины, 975 женщин).
До войны в селе Новоситовского сельсовета насчитывалось 318 дворов.
С 1934 года школа стала семилетней. В 1930-е годы в селе была больница, а в послевоенные годы — библиотека и магазин. С 1962 года школа в селе Ивановка становится восьмилетней (затем — основной).
По сведениям карты 1989 года в селе Ивановка около 140 жителей, имелась свинотоварная ферма.
В 2002 году Ивановская основная школа была закрыта.
В 2013 году Новоситовский сельсовет вместе с селом Ивановка вошёл в состав Петровского.

## Население
| 2002 | 2010 |
| ---- | ---- |
| 134  | ↘86  |

В 2002 году население села составляло 134 жителя, 97 % — русские.
В 2010 году — 86 жителей (33 мужчины, 53 женщины).

## Инфраструктура
В селе 4 улицы. Имеется кладбище.